# Al-Baihaqī
Abū Bakr Ahmad b. Husain b. ʿAli ibn Mūsā al-Chusraudschirdī al-Baihaqī (arabisch أبو بكر أحمد بن الحسين بن علي بن موسى الخسروجردي البيهقي, DMG Abū Bākr Aḥmad b. al-Ḥusain b. ʿAlī b. Mūsā al-Ḫusrauǧirdī al-Baihaqī, geb. 994 in der kleinen Stadt Khusraugird in der Nähe von Baihaq, dem heutigen Sabzevar, in Chorasan; gest. 1066)  war ein sunnitisch-schāfiʿitischer Hadithgelehrter. Zu seinen Lehrern gehören al-Hākim al-Naysābūrī und Qādī Abu Bakr al-Hīrī. Zu seinen Schülern gehören ʿAbdallāh al-Ansārī, al-Dschuwainī, und Ibn Manda.

## Werke
Al-Baihaqī hat mehrere Werke abgefasst, darunter:
- das „Buch der großen Traditionen“ (Kitāb as-Sunan al-kubrā) in zehn Bänden.
- Sein Werk „Die Beweise des Prophetentums und die Kenntnis der Angelegenheiten des Herrn der Scharia“ (Dalāʾil an-nubūwa wa-maʿrifat aḥwāl ṣāḥib aš-šarīʿa) in sieben Bänden waren von großer Bedeutung in Bezug auf die Lebensgeschichte des Propheten Mohammed. So geben die Bände einen Überblick über alle Ereignisse, die sich vor und nach der Geburt Mohammeds abspielten und auf sein Prophetendasein hindeuten, eingeschlossen seine Abstammung, seine äußeren Eigenschaften sowie Erzählungen über Menschen, Tiere und Dschinn, die ihn in seinem Prophetenamt anerkannten.[1]
- „Die hervorragenden Eigenschaften asch-Schāfiʿīs“ (Manāqib aš-Šāfiʿī). Das Buch wurde in zwei Bänden von Aḥmad Ṣaqr ediert (Dār at-Turāṯ, Kairo, 1970). Digitalisat